# 前300年
| 千纪： | 前1千纪 |
| 世纪： | 前4世纪 \| 前3世纪 \| 前2世纪 |
| 年代： | 前330年代 \| 前320年代 \| 前310年代 \| 前300年代 \| 前290年代 \| 前280年代 \| 前270年代                                                                             |
| 年份： | 前305年 \| 前304年 \| 前303年 \| 前302年 \| 前301年 \| 前300年 \| 前299年 \| 前298年 \| 前297年 \| 前296年 \| 前295年                                               |
| 纪年： | 周赧王十五年 魯後文公三年 齊湣王元年 趙武靈王二十六年 魏襄王十九年 韓襄王十二年 秦昭襄王七年 楚懷王二十九年 宋康王二十九年 衛嗣君三十五年 燕昭王十四年 中山王𧊒十年 |

## 大事记
- 燕国遣大将秦开大破東胡，迫使東胡北退千餘里，並在沈阳屯兵戍边、建立候城。
- 日本弥生时代开始。
- 秦涇陽君為質於齊。
- 秦華陽君攻楚，大敗楚軍，殺景缺，取襄城。楚懷王大懼，以太子太子橫為質於齊。
- 秦樗裡疾卒，以趙人樓緩為丞相。

## 逝世
- 樗里子，嬴疾，又稱「樗里疾」（樗拼音：chū，注音：ㄕㄨ，粵音shū）
- 白圭，魏国商人（出生于前370年）